# Aeroportul Mary
Aeroportul Mary (IATA: MYP, ICAO: UTAM) este un aeroport din Provincia Mary, Turkmenistan ce deservește zona Mary.
Situat la o altitudine de 220 m, aeroportul dispune de 2 piste.

## Infrastructură

### Piste
Aeroportul dispune de 2 piste. Pista 18R/36L are suprafața de Beton armat și dimensiunile 3.800 m × 45 m. Pista 18L/36R are suprafața de Beton armat și dimensiunile 2.800 m × 45 m. 